# Phyllopodium viscidissimum
Phyllopodium viscidissimum är en flenörtsväxtart som beskrevs av O.M. Hilliard. Phyllopodium viscidissimum ingår i släktet Phyllopodium och familjen flenörtsväxter. Inga underarter finns listade i Catalogue of Life.